# Arroyo San Juan
El arroyo San Juan es un curso de agua de la Provincia de Misiones, Argentina. Nace en la Sierra de Misiones y desemboca en el Río Paraná.